# ساندور كاتونا
ساندور كاتونا (بالمجرية: Katona Sándor)‏ هو لاعب كرة قدم مجري، ولد في 21 فبراير 1943 في بودابست في المجر، وتوفي بنفس المكان في 16 مايو 2009. لعب مع نادي بودابست هونفيد ونادي فيرينتسفاروشي.

## وصلات خارجية
- ساندور كاتونا على موقع قاعدة بيانات كرة القدم.إي يو (الإنجليزية)
- ساندور كاتونا على موقع عالم كرة القدم.نت (الإنجليزية)
- ساندور كاتونا على موقع أوليمبيديا (الإنجليزية)